# Helina achaeta
Helina achaeta är en tvåvingeart som beskrevs av Malloch 1922. Helina achaeta ingår i släktet Helina och familjen husflugor. Inga underarter finns listade i Catalogue of Life.